# ブレーズ・パスカル高等学校
座標: 北緯45度46分32秒 東経3度5分39秒 / 北緯45.77556度 東経3.09417度
クレルモン＝フェランにあるブレーズ・パスカル高等学校 (仏: Lycée Blaise-Pascal )は、高等教育および中等教育の教育機関である。
中学生から準備クラスまで2,000人以上の生徒が在籍している。

## 沿革
ブレーズ・パスカル高等学校は1576年に設立された。かつてはイエズス会のコレージュ (仏: collège )であったが、1762年にイエズス会が追放されると、教育はイエズス会に代わって教育は聖職者に引き継がれた。
1791年に学院 (アンスティチュ 仏: Institut )、1796年に中央学校 (エコール・サントラル 仏: école centrale )、1808年に帝政リセ (リセ・アンペリアル 仏: lycée impérial )、1815年に王立コレージュ (コレージュ・ロワイヤル 仏: collège royal )
1853年には再び「リセ・アンペリアル」と改称された。1871年7月14日、現在の「ブレーズ・パスカル高等学校」に改称された.。
1877年から1880年にかけて、カルノー通り (仏: avenue Carnot )にプティ・リセ (仏: Petit lycée )と呼ばれる別棟が建設され、本校に付属する形で整備された。この別棟はその後、1896年から1899年にかけて丘の下方に建設されたジャンヌ＝ダルク・リセに編入された。
1930年代には生徒数が1,000人を超えた。新たなリセの建設計画は、すでに1903年および1932年に計画されていた。しかし、経済危機とその後の戦争により計画は延期されることとなったが、その間も生徒数は増加の一途をたどった。
第二次世界大戦中、同校はアルザスおよびロレーヌからの生徒や、パリ地域から疎開してきたグランゼコール準備課程 (仏: classes préparatoires )の生徒およびその教師たちを受け入れた。受け入れた生徒にはクロード・バコ (仏: Claude Baccot )、ピエール・モレル (レジスタンス)、ミシュリーヌ・プティ (仏: Micheline Petit )、ジャクリーヌ・ヴォール (仏: Jacqueline Wohl )など生徒や、教師の、ジャン・ペリュス (仏: Jean Perus )、やジャン＝ミシェル・フランダンなどのレジスタンスへの参加は、学校の歴史に深く刻まれる出来事となった。
1954年より、新校舎の建設が旧グリボーヴァル兵舎跡地 (仏: de l’ancienne caserne Gribeauval ) において開始された。
1956年には、工事が未完の段階にもかかわらず、最初の生徒たちがこのブレーズ＝パスカル学園都市 (仏: cité scolaire Blaise-Pascal ) に入学した。以後、コレージュおよびリセの生徒が段階的に移転を進め、1962年の正式な開校式をもって、従来のマレシャル＝ジョフル通りの歴史的校舎は閉鎖された。
1976年のアビ法による政令以降、同校は男女共学となった。
また、アンリ・ベルクソンが教師として在籍していたこともある。

### 書籍
- Jean-François Chanet (2024). 1909 : un pacte de suicide au lycée Blaise-Pascal. Cette année-là. A Clermont-Ferrand. Portet-sur-Garonne: Editions midi-pyrénéennes.
- Philippe Bourdin; Bernard Dompnier; Aline Fryszman (2011). Des jésuites à Blaise-Pascal : Histoire du plus ancien lycée de Clermont-Ferrand. Clermont-Ferrand: Imprimerie C.R.D.P. Auvergne. ISBN 978-2-86619-312-6.
- Jean Bardy (1998). Bergson professeur au Lycée Blaise Pascal de Clermont-Ferrand (1883-1888) : cours 1885-1886 : essai sur la nature de l'enseignement philosophique initial. L'ouverture philosophique. L'Harmattan.
- René Rigodon (1958). Du Collège de Clermont au Lycée Blaise Pascal. Copono-book.

#### 定期刊行物
- Le petit Blaise : bulletin de l'association des anciens élèves du Lycée Blaise-Pascal de Clermont-Ferrand, 1948-(en cours)
- Bulletin de l'Association des anciens élèves du lycée Blaise Pascal, 1867-1948

### その他
- Patrice Corre (2020年). “Mémoire du lycée ou Si Blaise nous était conté”. 2025年7月25日閲覧。